# Bror (film)
Bror er en dansk kortfilm fra 2020 instrueret af Sara Hjort Ditlevsen.

## Handling
Katrine på 17 er blevet bortadopteret som helt lille og skal nu for første gang i seksten år møde sin to år ældre bror, Bror, der er opvokset hos deres biologiske mor. Katrine og Bror er begge nervøse ved mødet, men i løbet af aftenen bløder stemningen imellem dem op. Igennem aftenen og natten mærker de begge det afsavn, de har lidt, men de mærker også mere end det. Da de bliver grebet på fersk gerning midt i et intimt øjeblik, overfældes de af følelsen af skam og afmagt. Katrine flygter fra situationen, men finder senere sin bror, der sidder alene på Hovedbanegården. Inden Brors tog ankommer og de tager afsked med hinanden, får de åbnet op for nogle af de følelser, der er svære at tale om.

## Medvirkende
- Laura Kjær, Katrine
- Magnus Juhl Andersen, Bror
- Marie Reuther, Marie
- Liva Haue, Ida
- Hakon Bicak, Kioskejer